# Яхтенфельд, Павел Александрович
Павел Александрович Яхтенфельд (21.06.1903 — 02.02.1974) — советский учёный и селекционер, доктор сельскохозяйственных наук, профессор.
Родился 8 (21) июня 1903 г. в г. Мелекес Самарской губернии в семье служащего (коллежского секретаря). Потомок лифляндского дворянского рода/
Окончил 7 классов Мелекесской гимназии (1919) и агрономический факультет Самарского сельскохозяйственного института (1924). Работал участковым и уездным агрономом в Мелекесском уезде.
В 1926—1929 гг. директор Хорезмской с.-х. опытной станции (г. Хива). В 1930—1938 гг. зам. директора НИИ хлопководства (г. Прикумск, Ставропольский край). В 1938—1948 гг. — зав. кафедрой растениеводства Иркутского СХИ. В 1950—1959 гг. зам. директора по науке Сибирского НИИ зернового хозяйства (Омск).
В 1956—1961 гг. — доцент кафедры растениеводства и селекции Рязанского СХИ.
В 1961 г. защитил докторскую диссертацию на тему: «Культура яровой пшеницы в Сибири».
В 1962—1963 гг. — зав. кафедрой селекции и проректор по науке Целиноградского СХИ. В 1963—1974 гг. — зав. кафедрой селекции и семеноводства Волгоградского СХИ.
По его инициативе на кафедре был открыт опорный пункт Мироновского НИИ пшеницы, в результате многолетней работы которого был выведен сорт озимой пшеницы Волгоградская 84.
Подготовил 23 кандидатов и 5 докторов наук.
Награждён орденом Трудового Красного Знамени, медалью «За освоение целинных земель», медалью «За доблестный труд в Великой Отечественной войне 1941—1945 гг.», несколькими медалями ВДНХ.
Сочинения:
- За высокий урожай хлопчатника [Текст] / Н. Власенко, П. Яхтенфельд ; НКЗ СССР. Науч.-иссл. ин-т по хлопководству в новых районах РСФСР. — Пятигорск : Сев.-Кавк. краев. гос. изд-во, 1935 (тип. им. Анджиевского). — 48 с., 1 с. «Содержание» на обл. : ил.; 18х13 см.
- Культура хлопчатника в Азово-Черноморском крае [Текст] / П. А. Яхтенфельд; Науч.-иссл. ин-т по хлопководству новых районов (Новнихи). — Ростов н/Д : Азчериздат, 1937 (тип. им. Коминтерна). — Обл., 98, [2] с. : ил.; 19х14 см.
- Кок-сагыз в Восточной Сибири [Текст] / П. А. Яхтенфельд. — Иркутск : Иркутское обл. изд-во, 1942. — 41 с. : ил.; 17 см.
- Сахарная свекла в Иркутской области [Текст] / П. А. Яхтенфельд. — Иркутск : Иркутское обл. изд-во, 1942. — 64 с. : ил.; 17 см.
- Сорта и семеноводство картофеля [Текст] / П. А. Яхтенфельд. — Иркутск : Иркут. обл. изд-во, 1945 (1-я гос. типолит.). — 56 с., без обл.; 21 см.
- Яровая пшеница в Иркутской области [Текст] / П. А. Яхтенфельд. — [Иркутск] : Иркут. обл. изд-во, 1947 (1-я гос. типолит.). — 136 с. : диагр., карт.; 20 см.
- Возделывание картофеля и кормовых корнеплодов [Текст] / П. А. Яхтенфельд. — [Иркутск] : Иркут. обл. изд-во, 1948 (12-я типолит. треста «Полиграфкнига»). — 156 с. : ил.; 20 см.
- Культура яровой пшеницы в Сибири [Текст]. — Москва : Сельхозиздат, 1961. — 359 с. : ил.; 21 см.
- Возделывание яровой пшеницы в Сибири [Текст]. — Омск : Обл. кн. изд-во, 1954. — 160 с. : ил.; 20 см.

Соавтор и составитель справочника:
- Справочная книга агронома Сибири [Текст]. — Москва : Сельхозгиз, 1957. — 2 т.; 21 см.

Дочь — шахматистка Наталья Павловна Яхтенфельд (07.01.1949 — 27.03.2022). Сын — Игорь Павлович Яхтенфельд, кандидат технических наук.